# Ascalapha agarista
Ascalapha agarista là một loài bướm đêm trong họ Erebidae.